# Moritzoppia splendens
Moritzoppia splendens är en kvalsterart som först beskrevs av Koch 1841.  Moritzoppia splendens ingår i släktet Moritzoppia och familjen Oppiidae. Inga underarter finns listade i Catalogue of Life.